# 胡力吐蒙古族乡
胡力吐蒙古族乡是中华人民共和国吉林省白城市洮南市下辖的一个民族乡。位于洮南市最西北部，东西北三面与内蒙古相接。面积149.6平方公里。2010年人口8890人。2019年户籍人口8722人。

## 历史沿革
“胡力吐”来自蒙语ᠬᠦᠷᠢᠶᠡᠲᠦ（huret/xüriyetü），意为“有院子的、有栅栏的”，境内有胡力吐山，山顶端有一圈石头围墙，原为清末蒙古族牧民的牛羊圈，故名。
清光绪三十年（1904年），置洮南府，今胡力吐乡地隶属于该府的乾平社。宣统元年（1909年）隶属洮南府第四区。1913年，隶属于洮南县北乡。1925年，新设晋隆村，隶属第六区。1933年，隶属洮南县第七区。1935年，隶属第七区万宝保。1946年，东北解放区将洮南县北部析置洮北县，今胡力吐乡地隶属于洮北县宝利区。1948年划归洮安县（今白城市）。1950年洮安县改名白城县，今胡力吐乡地隶属白城县十六区。
1956年两乡合并，改为胡力吐蒙古族乡；1958年10月，白城县与部分郊区和并成立县级白城市，原白城县余部20个乡镇与洮南县合并，设洮安县，胡力吐乡在此列。1959年成立胡力吐蒙古族人民公社。1976年划归科尔沁右翼前旗。1979年再度划归洮安县。1983年复改为胡力吐蒙古族乡。

## 行政区划
胡力吐蒙古族乡下辖以下村级行政区划单位：
胡力吐村、育林村、晋隆村、长青村、水泉村、新起村、双庙村、炭窑村、双发村和满兴村。

## 自然地理
胡力吐蒙古族乡位于低山丘陵区，地势总体上北高南低，南北落差约150米。面积149.6平方公里，其中耕地5288公顷。乡内共四条季节性河流，其中最大者为在双发村汇合成的双发河。降水量少，平均全年降水量300毫米。

## 经济
以农业种植为主，辅以畜牧养殖业。2019年，全乡共有1家工业企业，营业面积50平方米以上的综合商店或超市1家。